# Потаватомі (народ)

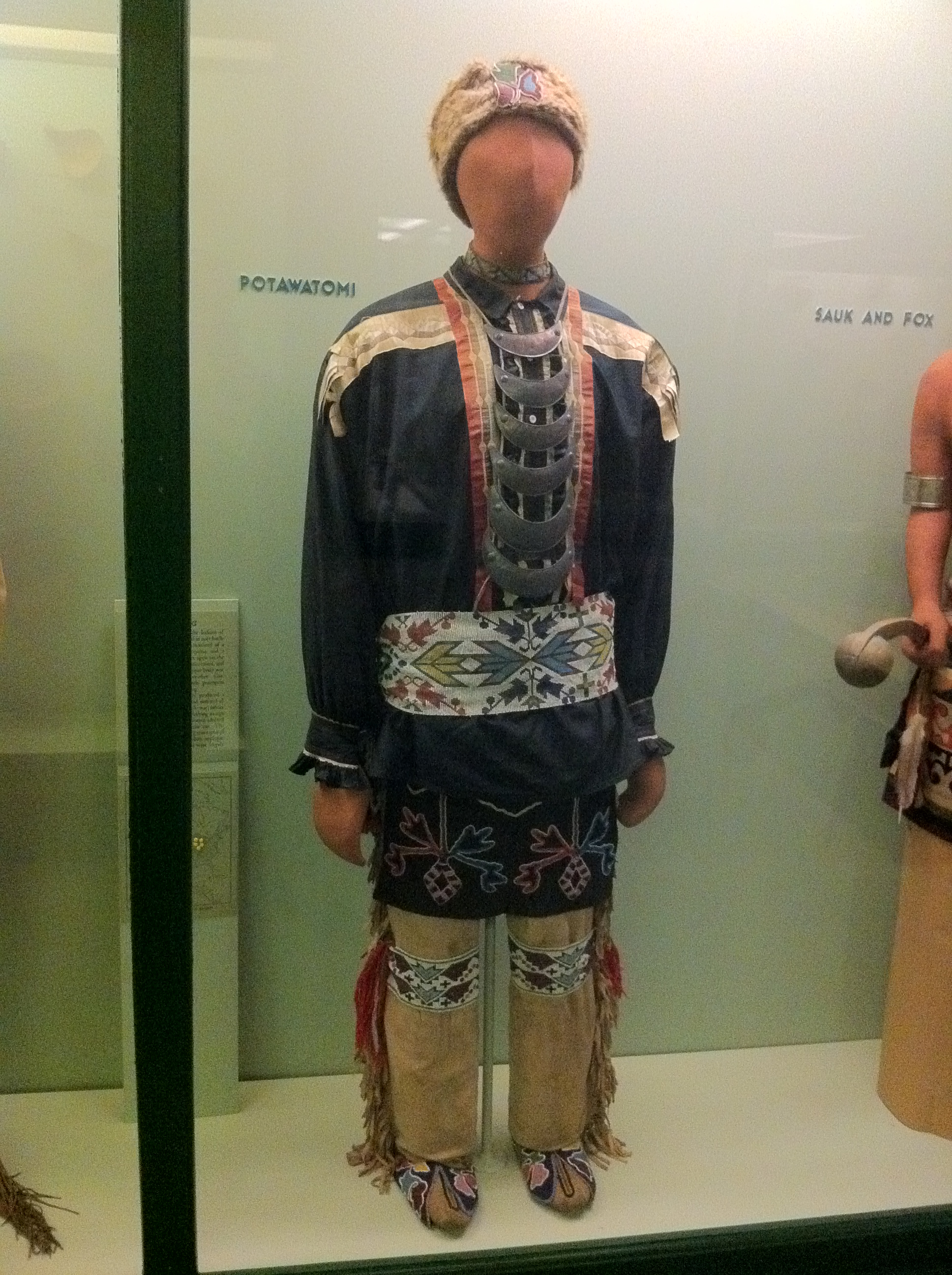
Національний костюм індіанця племені потаватомі

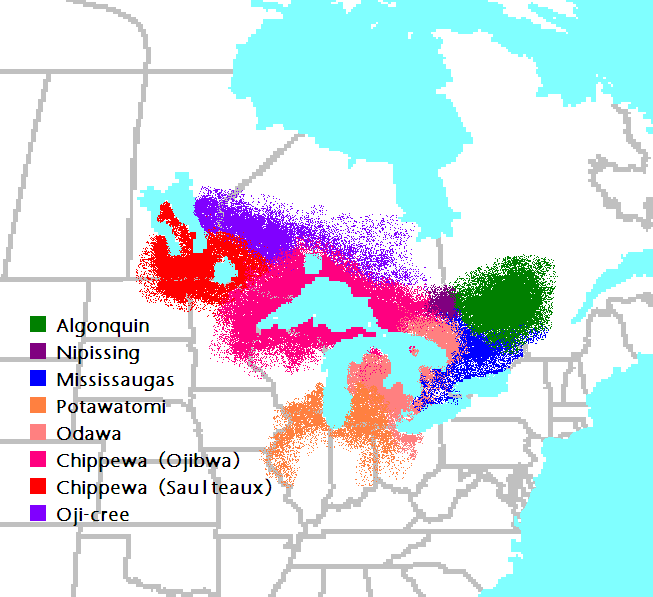
Регіони розселення племен потаватомі та їхніх сусідів на початку XIX століття.
Алгонкіни
Ніпіссінг
Міссіссогі
Потаватомі
Оттава
Оджибве (чіппева)
Оджибве (сото)
Оджі-Крі

Потаватомі (англ. Potawatomi, також англ. Potawatomi, Pottawatomie, Pottawatomi) — індіанське плем'я, корінний американський народ Великих рівнин, верхів'я річки Міссісіпі та західного регіону Великих озер. Вони традиційно розмовляють мовою потаватомі, що належить до алгонкінської сім'ї. Потаватомі називають себе нешнабе, що є спорідненим зі словом анішинаабе. Потаватомі є частиною довгострокового союзу, який називається Рада трьох вогнів, з оджибвеями та одава (оттава). У Раді трьох вогнів потаватомі вважаються «молодшим братом» і називаються в цьому контексті Бодевадмі, що означає «хранителі вогню» і відсилає до соборного вогню трьох народів.
Французькі дослідники увійшли на землі потаватомі у 1634 році. Плем'я давало французам хутро в обмін на металеві інструменти, намисто, тканину та зброю. Як важлива частина Конфедерації Текумсе, воїни потаватомі брали участь у війні Текумсе, війні 1812 року, війні за Пеорію та війні Чорного Яструба. Їхні союзи неодноразово переходили від Великої Британії до Сполучених Штатів, оскільки співвідношення сил між країнами змінювалося, і вони прораховували вплив на свої торговельні та земельні інтереси.
У XVIII столітті деякі групи потаватомі були витіснені на захід європейцями та американцями і врешті-решт виселені зі своїх земель у районі Великих озер до резервацій в Оклахомі. В рамках програми «Переселення індіанців» вони поступилися багатьма своїми землями, і більшість потаватомі переселилися до Небраски, Канзасу та Індіанської Території. Частина племені втекла до Канади. Деякі групи вижили в районі Великих озер і сьогодні визнані на федеральному рівні як племена. Наприкінці 20-го століття в США налічувалося близько 16 000 потаватомі. Більшість проживала в Канзасі, Оклахомі, Мічигані, Вісконсині та Індіані. Невелика група проживала в Онтаріо, Канада.